# Kleingebiet Nyírbátor
Das Kleingebiet Nyírbátor (ungarisch Nyírbátori kistérség) war bis Ende 2012 eine ungarische Verwaltungseinheit (LAU 1) im Süden des Komitat Szabolcs-Szatmár-Bereg in der Nördlichen Großen Tiefebene. Es grenzte im Osten an Rumänien. Im Zuge der Verwaltungsreform wurden Anfang 2013 alle 20 Ortschaften in den nachfolgenden Kreis Nyírbátor (ungarisch Nyírbátori járás) übernommen.
Ende 2012 lebten auf einer Fläche von 695,94 km² 43.557 Einwohner. Die Bevölkerungsdichte des zweitgrößten Kleingebiets lag mit etwa 63 Einwohnern/km² ein Drittel unter dem Komitatsdurchschnitt.
Der Verwaltungssitz befand sich in der Stadt Nyírbátor (12.399 Ew.). Nyírlugos (2.824 Ew.) und Máriapócs (2.155 Ew.) besaßen ebenfalls das Stadtrecht. Nyírbéltek und Nyírbogát hatten als Großgemeinden (ungarisch nagyközség) um die 3.000 Einwohner.

## Ortschaften
| Bátorliget | Encsencs  | Kisléta      | Máriapócs | Nyírbátor   |
| Nyírbéltek | Nyírbogát | Nyírcsászári | Nyírderzs | Nyírgelse   |
| Nyírgyulaj | Nyírlugos | Nyírmihálydi | Nyírpilis | Nyírvasvári |
| Ömböly     | Penészlek | Piricse      | Pócspetri | Terem       |